# 南蘇丹國旗
南苏丹国旗，是由在2005年第二次蘇丹內戰結束、簽署停火協訂以後所成立的原蘇丹南方自治政府所採用的，在2011年南蘇丹獨立后加以修改，正式成為该国國旗，并于2023年8月20日作出最新修改。
南苏丹国旗的原型，为1995年-2005年间的蘇丹人民解放運動军用旗帜。2011年南苏丹独立后，旗帜左侧的黄五角星由正置改为呈45度角斜置；2023年，南苏丹政府正式统一该国国旗图案标准，左侧蓝色三角形由靛蓝色重新改回2005年之前的天蓝色，黄色五角星也改回2011年之前的正置。
南苏丹国旗由六种颜色组成，黑色象徵南蘇丹人民（以黑人為主），紅色代表南苏丹人民百余年来為自由与独立而流的血，綠色代表绿意盎然的南苏丹大地，藍色代表贯穿该国的尼羅河，两道白色横条代表对南苏丹各部族和平共处之愿，而黃色五角星則象徵充满光明与希望的伯利恆之星。

## 象征意义和表示
2013年，南苏丹政府对国旗用色作如下描述：
- 黑色：代表南苏丹人民。
- 红色：代表为国家独立而流的鲜血。

国旗构造图

- 绿色：代表国家的农业、自然财富、土地以及进步[4]
- 白色：代表南苏丹在多年的解放斗争后实现和平。
- 蓝色：代表尼罗河的水域，是这个国家的生命之源。
- 黄色：代表（国家）的统一，希望和所有人的决心。[4]

## 各地区各州旗帜
南苏丹有十个州、两个行政区和一个特别行政区。这十个州都采用了州旗。

### 州

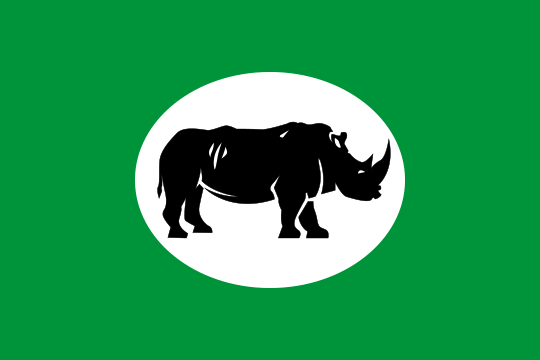
中赤道州
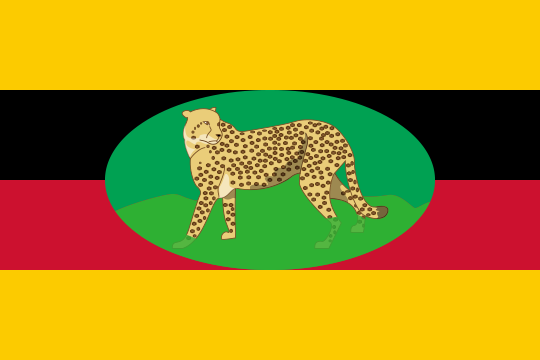
东赤道州
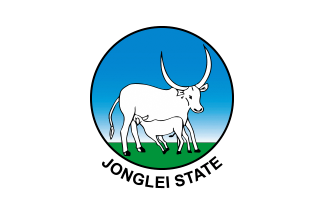
琼莱州
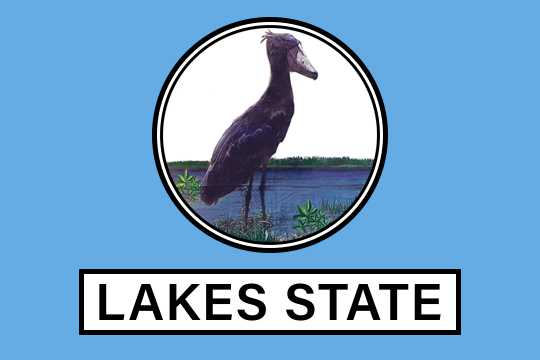
湖泊州
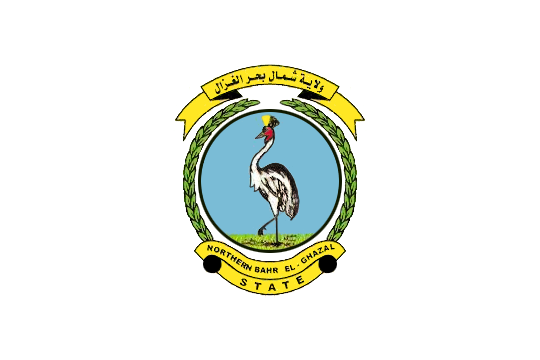
北加扎勒河州
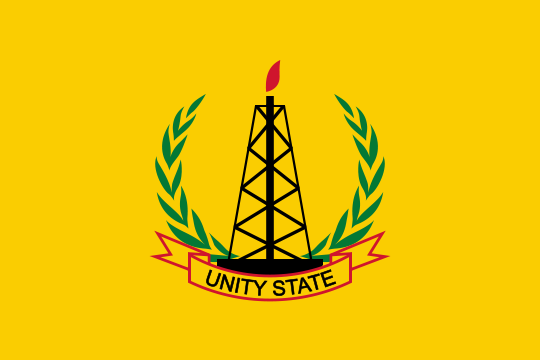
团结州
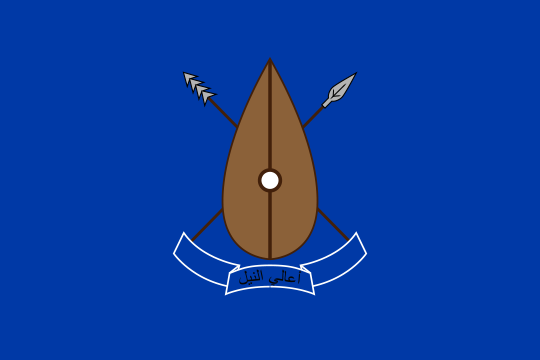
上尼罗州
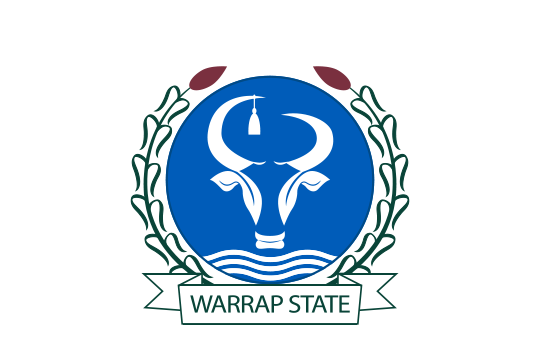
瓦拉布州
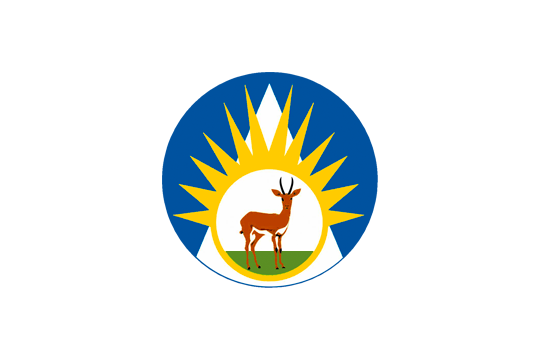
西加扎勒河州
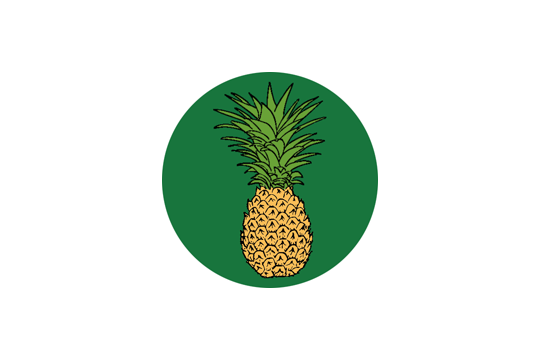
西赤道州

### 特别行政区

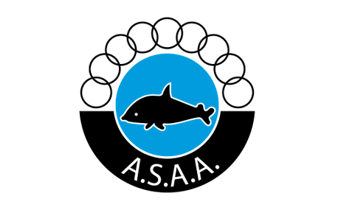
阿卜耶伊特别行政区
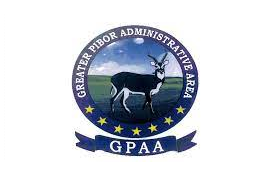
皮博尔行政区
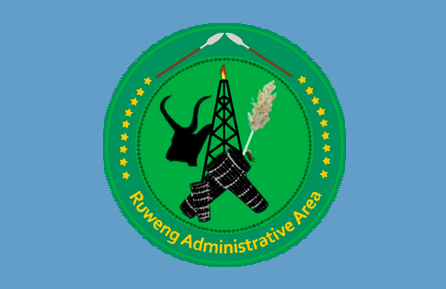
鲁翁行政区

### 大区

赤道大区
加扎勒河大区

## 其它旗帜
- 2011年之前的苏丹人民解放军的军旗，也是南苏丹自治政府总统的武装力量统帅旗
- 南苏丹政府军的军旗，也是南苏丹共和国总统的武装力量统帅旗
- 苏丹人民解放军-纳西尔派（英语：SPLA-Nasir）的军旗，也是苏丹人民解放运动-纳西尔派的旗帜
- 南苏丹解放运动的旗帜
- 联合民主阵线（南苏丹）（英语：United_Democratic_Front_(South_Sudan)）的旗帜
- 南苏丹国防军（民兵）（英语：South Sudan Defence Forces (militia)）旗帜
- 南苏丹民主运动 - 眼镜蛇派（英语：South Sudan Democratic Movement#SSDM/A - Cobra Faction）的旗帜
- 民族拯救阵线（英语：National Salvation Front (South Sudan)）旗帜

## 历代国旗
- 奥斯曼帝国埃及省
（1840年-1867年）
- 奥斯曼帝国埃及省
（1867年-1899年）
- 奥斯曼帝国陆军军旗，上面有八角星和新月
（1793年-1844年）
- 奥斯曼帝国最后一面旗帜，坦志麦特改革以后的第一面奥斯曼国旗
（1844年-1922年）
- 埃及苏丹国
（1899年-1922年）
- 英埃共管苏丹
（1899年-1956年）
- 英埃共管苏丹
（1899年-1956年）
- 埃及共和国
（1952年-1956年）
- 南苏丹使用的苏丹共和国国旗
（1956年-1970年）
- 南苏丹使用的苏丹国旗
（1970年-2011年）
- 苏丹南方自治政府
（2005年-2011年）
- 南苏丹共和国
（2011年—2023年）

## 衍生旗帜

### 国旗/政府旗
- 南苏丹共和国的国旗
- 南苏丹共和国
（2011年—2023年）
- 南苏丹共和国总统旗
- 南苏丹独立运动解放旗，南苏丹独立运动日所展示的旗帜

### 党旗
- 苏丹人民解放运动的党旗(1983)
- 苏丹人民解放运动的党旗(1995)
- 苏丹人民解放运动的党旗(现行)
- 苏丹人民解放运动北方局旗帜（位于 苏丹的境内的一个政党）